# Antoine Cuissard
Antoine Cuissard (Saint-Étienne, 19 de julho de 1924 - Loire, 3 de novembro de 1997) foi um futebolista francês. Ele competiu na Copa do Mundo FIFA de 1954, sediada na Suíça, na qual a seleção de seu país terminou na nona colocação dentre os 16 participantes.